# Liste des meilleurs joueurs NFL au nombre de yards gagnés à la course par saison
La présente liste reprend saison après saison, les joueurs de la National Football League ayant gagnés le plus grand nombre de yards à la course au cours d'une saison régulière.
Les yards gagnés en séries éliminatoires ne sont pas pris en compte.
| Saison | Équipe              | Joueur                        | Yards | Matchs |
| ------ | ------------------- | ----------------------------- | ----- | ------ |
| 1932   | Cliff Battles       | Braves de Boston              | 576   | 10     |
| 1933   | Jim Musick          | Redskins de Boston            | 809   | 12     |
| 1934   | Beattie Feathers    | Bears de Chicago              | 1004  | 13     |
| 1935   | Doug Russell        | Cardinals de Chicago          | 499   | 12     |
| 1936   | Tuffy Leemans       | Giants de New York            | 830   | 12     |
| 1937   | Cliff Battles       | Redskins de Washington        | 874   | 11     |
| 1938   | Byron White         | Pirates de Pittsburgh         | 567   | 11     |
| 1939   | Bill Osmanski       | Bears de Chicago              | 699   | 11     |
| 1940   | Byron White         | Lions de Détroit              | 514   | 11     |
| 1941   | Clarence Manders    | Dodgers de Brooklyn           | 486   | 11     |
| 1942   | Bill Dudley         | Steelers de Pittsburgh        | 696   | 11     |
| 1943   | Bill Paschal        | Giants de New York            | 572   | 10     |
| 1944   | Bill Paschal        | Giants de New York            | 737   | 10     |
| 1945   | Steve Van Buren     | Eagles de Philadelphie        | 832   | 10     |
| 1946   | Bill Dudley         | Steelers de Pittsburgh        | 604   | 11     |
| 1947   | Steve Van Buren     | Eagles de Philadelphie        | 1008  | 12     |
| 1948   | Steve Van Buren     | Eagles de Philadelphie        | 945   | 12     |
| 1949   | Steve Van Buren     | Eagles de Philadelphie        | 1146  | 12     |
| 1950   | Marion Motley       | Browns de Cleveland           | 810   | 12     |
| 1951   | Eddie Price         | Giants de New York            | 810   | 12     |
| 1952   | Dan Towler          | Rams de Los Angeles           | 894   | 12     |
| 1953   | Joe Perry           | 49ers de San Francisco        | 1018  | 12     |
| 1954   | Joe Perry           | 49ers de San Francisco        | 1049  | 12     |
| 1955   | Alan Ameche         | Colts de Baltimore            | 961   | 12     |
| 1956   | Rick Casares        | Bears de Chicago              | 1126  | 12     |
| 1957   | Jim Brown           | Browns de Cleveland           | 942   | 12     |
| 1958   | Jim Brown           | Browns de Cleveland           | 1527  | 12     |
| 1959   | Jim Brown           | Browns de Cleveland           | 1329  | 12     |
| 1960   | Jim Brown           | Browns de Cleveland           | 1257  | 12     |
| 1961   | Jim Brown           | Browns de Cleveland           | 1408  | 14     |
| 1962   | Jim Taylor          | Packers de Green Bay          | 1474  | 14     |
| 1963   | Jim Brown           | Browns de Cleveland           | 1863  | 14     |
| 1964   | Jim Brown           | Browns de Cleveland           | 1446  | 14     |
| 1965   | Jim Brown           | Browns de Cleveland           | 1544  | 14     |
| 1966   | Gale Sayers         | Bears de Chicago              | 1231  | 14     |
| 1967   | Leroy Kelly         | Browns de Cleveland           | 1205  | 14     |
| 1968   | Leroy Kelly         | Browns de Cleveland           | 1239  | 14     |
| 1969   | Gale Sayers         | Bears de Chicago              | 1032  | 14     |
| 1970   | Larry Brown         | Redskins de Washington        | 1125  | 14     |
| 1971   | Floyd Little        | Broncos de Denver             | 1133  | 14     |
| 1972   | O. J. Simpson       | Bills de Buffalo              | 1251  | 14     |
| 1973   | O. J. Simpson       | Bills de Buffalo              | 2003  | 14     |
| 1974   | Otis Armstrong      | Broncos de Denver             | 1407  | 14     |
| 1975   | O. J. Simpson       | Bills de Buffalo              | 1817  | 14     |
| 1976   | O. J. Simpson       | Bills de Buffalo              | 1503  | 14     |
| 1977   | Walter Payton       | Bears de Chicago              | 1852  | 14     |
| 1978   | Earl Campbell       | Oilers de Houston             | 1450  | 16     |
| 1979   | Earl Campbell       | Oilers de Houston             | 1697  | 16     |
| 1980   | Earl Campbell       | Oilers de Houston             | 1697  | 16     |
| 1981   | George Rogers       | Saints de La Nouvelle-Orléans | 1674  | 16     |
| 1982   | Freeman McNeil      | Jets de New York              | 786   | 9      |
| 1983   | Eric Dickerson      | Rams de Los Angeles           | 1808  | 16     |
| 1984   | Eric Dickerson      | Rams de Los Angeles           | 2105  | 16     |
| 1985   | Marcus Allen        | Raiders de Los Angeles        | 1759  | 16     |
| 1986   | Eric Dickerson      | Rams de Los Angeles           | 1821  | 16     |
| 1987   | Charles White       | Rams de Los Angeles           | 1374  | 15     |
| 1988   | Eric Dickerson      | Colts d'Indianapolis          | 1659  | 16     |
| 1989   | Christian Okoye     | Chiefs de Kansas City         | 1480  | 16     |
| 1990   | Barry Sanders       | Lions de Détroit              | 1304  | 16     |
| 1991   | Emmitt Smith        | Cowboys de Dallas             | 1563  | 16     |
| 1992   | Emmitt Smith        | Cowboys de Dallas             | 1713  | 16     |
| 1993   | Emmitt Smith        | Cowboys de Dallas             | 1486  | 16     |
| 1994   | Barry Sanders       | Lions de Détroit              | 1883  | 16     |
| 1995   | Emmitt Smith        | Cowboys de Dallas             | 1773  | 16     |
| 1996   | Barry Sanders       | Lions de Détroit              | 1553  | 16     |
| 1997   | Barry Sanders       | Lions de Détroit              | 2053  | 16     |
| 1998   | Terrell Davis       | Broncos de Denver             | 2008  | 16     |
| 1999   | Edgerrin James      | Lions de Détroit              | 1553  | 16     |
| 2000   | Edgerrin James      | Colts d'Indianapolis          | 1553  | 16     |
| 2001   | Priest Holmes       | Chiefs de Kansas City         | 1555  | 16     |
| 2002   | Ricky Williams      | Dolphins de Miami             | 1853  | 16     |
| 2003   | Jamal Lewis         | Ravens de Baltimore           | 2066  | 16     |
| 2004   | Curtis Martin       | Jets de New York              | 1697  | 16     |
| 2005   | Shaun Alexander     | Seahawks de Seattle           | 1880  | 16     |
| 2006   | LaDainian Tomlinson | Chargers de San Diego         | 1815  | 16     |
| 2007   | LaDainian Tomlinson | Chargers de San Diego         | 1474  | 16     |
| 2008   | Adrian Peterson     | Vikings du Minnesota          | 1760  | 16     |
| 2009   | Chris Johnson       | Titans du Tennessee           | 2006  | 16     |
| 2010   | Arian Foster        | Texans de Houston             | 1616  | 16     |
| 2011   | Maurice Jones-Drew  | Jaguars de Jacksonville       | 1606  | 16     |
| 2012   | Adrian Peterson     | Vikings du Minnesota          | 2097  | 16     |
| 2013   | LeSean McCoy        | Eagles de Philadelphie        | 1607  | 16     |
| 2014   | DeMarco Murray      | Cowboys de Dallas             | 1845  | 16     |
| 2015   | Adrian Peterson     | Vikings du Minnesota          | 1485  | 16     |
| 2016   | Ezekiel Elliott     | Cowboys de Dallas             | 1631  | 15     |
| 2017   | Kareem Hunt         | Chiefs de Kansas City         | 1327  | 16     |
| 2018   | Ezekiel Elliott     | Cowboys de Dallas             | 1434  | 15     |
| 2019   | Derrick Henry       | Titans du Tennessee           | 1540  | 15     |
| 2020   | Derrick Henry       | Titans du Tennessee           | 2027  | 16     |
| 2021   | Jonathan Taylor     | Colts d'Indianapolis          | 1811  | 17     |
| 2022   | Josh Jacobs         | Raiders de Las Vegas          | 1653  | 17     |
| 2023   | Christian McCaffrey | 49ers de San Francisco        | 1459  | 17     |